# Michael Brecht (Gewerkschafter)

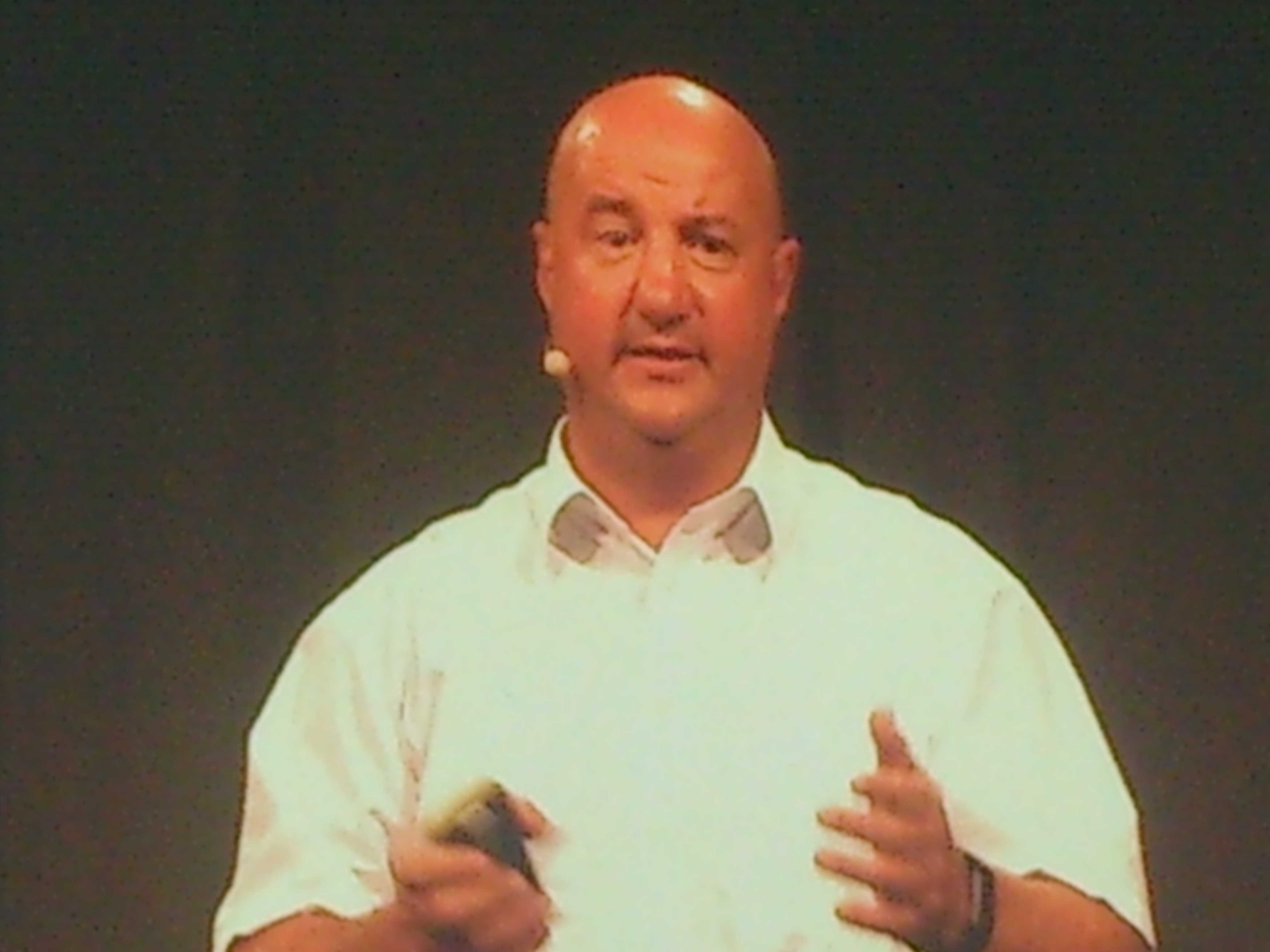
Michael Brecht (2018)

Michael Brecht (* 2. Juli 1965 in Forbach (Baden)) ist ein deutscher Gewerkschafter. Seit dem 1. Juli 2012 ist er Mitglied des Aufsichtsrats der Mercedes-Benz Group AG (vormals Daimler AG) und war seit dem 1. Mai 2014 bis zum 15. Dezember 2021 dessen stellvertretender Vorsitzender. Seit dem 2. April 2014 bis zum 15. Dezember 2021 war er Vorsitzender des Gesamtbetriebsrats der Daimler AG. An diesem Tag wurde er zum Gesamtbetriebsratsvorsitzenden der Daimler Truck AG gewählt und wurde zusätzlich deren stellvertretender Aufsichtsratsvorsitzender.

## Leben
Michael Brecht  absolvierte ab 1980 eine Ausbildung zum Kfz-Schlosser bei Daimler-Benz in Gaggenau. Anschließend folgten verschiedene Weiterbildungsmaßnahmen, unter anderem zum REFA-Sachbearbeiter. 2011 schloss er ein berufsbegleitendes Studium am Malik-Management-Zentrum in St. Gallen als Master of Management ab. Von 1981 an war Brecht Mitglied der Jugend- und Auszubildendenvertretung des Mercedes-Benz-Werks Gaggenau und wurde 1985 zum Vorsitzenden der konzernweiten Gesamtjugend- und Auszubildendenvertretung gewählt. Seit 1990 gehört er dem Betriebsrat des Werks Gaggenau an, seit 1998 als dessen Vorsitzender.
Michael Brecht äußerte sich im Juli 2019 im Rahmen einer Umfrage unter den Betriebsratsvorsitzenden aller 30 DAX-Konzerne, die im Auftrag der Zeitschrift Wirtschaftswoche durchgeführt wurde, zu seinem Gehalt und gab an, im Jahr 2018 „deutlich weniger als 200.000 Euro“ erhalten zu haben.
In einem Interview mit der Zeitung Automobilwoche im Juli 2019 setzte er sich sehr stark dafür ein, dass der elektrische Antriebsstrang (eATS) im Rahmen der Transformation hin zur Elektromobilität in der Daimler AG hergestellt wird und betonte die Notwendigkeit einer Zellfabrik in Deutschland.
Michael Brecht hat rechte Umtriebe im Stammwerk in Stuttgart-Untertürkheim scharf kritisiert. Er reagierte damit öffentlich auf ein Video der Gruppierung Zentrum Automobil, welches Ende Juli 2019 den Weg in die Medien fand.
Neben seiner Tätigkeit als Arbeitnehmervertreter hat er verschiedene ehrenamtliche Funktionen im kommunalen und gewerkschaftlichen Bereich inne.